# Antofagasta (provincie)
Antofagasta is een provincie van Chili in de regio Antofagasta. De provincie telde 398.843 inwoners in 2017 en heeft een oppervlakte van 67.814 km². Hoofdstad is Antofagasta.

## Gemeenten
Antofagasta is verdeeld in gemeenten:
- Antofagasta
- Mejillones
- Sierra Gorda
- Taltal